# PS10

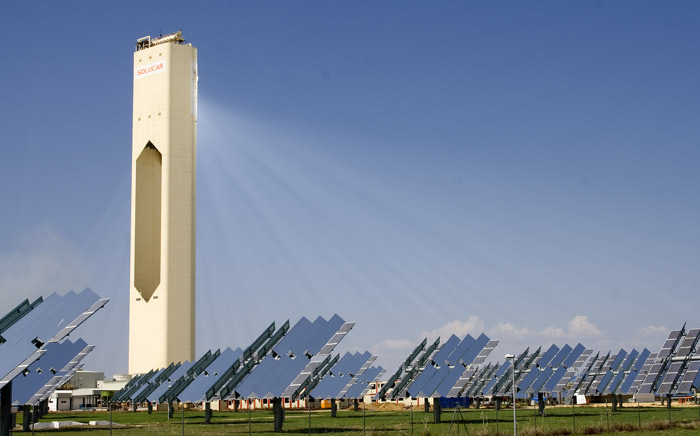
PS10

A Usina de Energia Solar PS10 (em castelhano:  Planta Solar 10), é a primeira torre de concentração de energia solar comercial da Europa, operando próximo a Sevilha, na Andaluzia, Espanha. A torre de energia solar produz 11 megawatts (MW) de eletricidade com 624 grandes espelhos móveis chamados heliostats. Demorou quatro anos para se construída e, até agora, custou € 35 milhões.